# Cowpunk
Cowpunk nebo Country punk je punk rockový subžánr vzniklý ve Velké Británii a v Kalifornii na konci 70. let a na začátku 80. let. Kombinuje punk rock a new wave s country hudbou, folkem a bluesem, jak v hudbě, tak v postojích a stylu.

## Cowpunkové kapely
- Junior
- Straw Hat
- Los Lobos
- Meat Puppets
- The Mekons
- X
- Social Distortion